# Dorylus conradti
Dorylus conradti é uma espécie de formiga do gênero Dorylus.